# Vicepresidente de Gabón
El vicepresidente de Gabón es un cargo político de la República Gabonesa.

## Historia
En febrero de 1961 se creó el cargo de vicepresidente de Gabón como asistente del presidente de la república. Los cambios constitucionales de 1966 permitieron que el vicepresidente fuera designado sucesor del presidente en caso de que este no pudiera cumplir sus funciones. En 1967 el presidente Léon M'ba murió siendo sucedido en la presidencia por Omar Bongo, hasta entonces vicepresidente.
En 1975 el puesto del vicepresidente fue abolido y sus funciones asumidas por el primer ministro. El presidente Omar Bongo decidió restaurar nuevamente el cargo de vicepresidente, como asistente del presidente, hasta su abolición en 2009 por su sucesor Ali Bongo. 
El cargo fue nuevamente creado en febrero de 2017 y abolido en mayo de 2019, para ser restablecido en enero de 2023. Quedó nuevamente vacante tras el golpe de Estado en Gabón de 2023.

## Mandato
El presidente nombra al vicepresidente previa consulta con los presidentes del Parlamento de Gabón, así mismo puede cesarlo de sus funciones cuando lo considere oportuno (artículo 14 punto a). El vicepresidente puede ser un miembro o no del Parlamento. El vicepresidente cesa después del nombramiento del nuevo presidente (artículo 14 punto e).

## Poderes
Los poderes del vicepresidente son muy limitados; según la constitución el vicepresidente es nombrado como asistente presidencia (artículo 14 punto a), no pudiendo sucederle en caso de vacancia o incapacidad temporal (artículo 13), además sus funciones serán determinadas por una ley orgánica (artículo 14 punto d). Así mismo, el vicepresidente es miembro del Consejo de Ministros y puede sustituir al presidente en la dirección de dicho órgano colegiado (artículo 16).

## Lista de vicepresidentes (1961 - )
| Espectro político |
| ----------------- |
| PDG ADERE PSD     |

| Vicepresidente                                              | Vicepresidente | Vicepresidente                          | Inicio                   | Fin                     | Partido       | Elecciones                  | Presidente | Presidente             | Presidente |
| ----------------------------------------------------------- | -------------- | --------------------------------------- | ------------------------ | ----------------------- | ------------- | --------------------------- | ---------- | ---------------------- | ---------- |
|                                                             |                | Paul-Marie Yembit (1917-1979)           | 21 de febrero de 1961    | 12 de noviembre de 1966 | BDG           | Designado por el presidente |            | Léon M'ba (1960-1967)  |            |
|                                                             |                | Omar Bongo (1935-2009)                  | 12 de noviembre de 1966  | 2 de diciembre de 1967  | BDG           | Designado por el presidente |            | Léon M'ba (1960-1967)  |            |
|                                                             |                | Léon Mébiame (1934-2015)                | 1968                     | 16 de abril de 1975     | BDG           | Designado por el presidente |            | Omar Bongo (1967-2009) |            |
| Puesto abolido (16 de abril de 1975 – mayo de 1997)         |                |                                         |                          |                         |               |                             |            |                        |            |
|                                                             |                | Didjob Divungi Di Ndinge (1946-)        | mayo de 1997             | 10 de junio de 2009     | ADERE         | Designado por el presidente |            | Omar Bongo (1967-2009) |            |
| Puesto abolido (10 de junio de 2009 - 21 de agosto de 2017) |                |                                         |                          |                         |               |                             |            |                        |            |
|                                                             |                | Pierre Claver Maganga Moussavou (1952-) | 21 de agosto de 2017     | 21 de mayo de 2019      | PSD           | Designado por el presidente |            | Ali Bongo (2009-2023)  |            |
| Puesto abolido (21 de mayo de 2019 - 9 de enero de 2023)    |                |                                         |                          |                         |               |                             |            |                        |            |
|                                                             |                | Rose Christiane Raponda (1963-)         | 9 de enero de 2023       | 30 de agosto de 2023    | PDG           | Designado por el presidente |            | Ali Bongo (2009-2023)  |            |
| Vacante (30 de agosto de 2023-11 de septiembre de 2023)     |                |                                         |                          |                         |               |                             |            |                        |            |
|                                                             |                | Joseph Owondault Berre (1945-)          | 11 de septiembre de 2023 |                         | Independiente | Designado por el presidente |            | Brice Oligui (2023-)   |            |

- Datos: Q17030478